# 1966 год в истории метрополитена
В этой статье перечисляются основные  события из истории метрополитенов в 1966 году. Полужирным шрифтом выделены открытия новых транспортных систем.

## События
- 11 января — открыта первая очередь Тбилисского метрополитена с шестью станциями: «Дидубе», «Электродеповская» (ныне «Гоциридзе»), «Октомбери» (ныне «Надзаладеви»), «Вагзлис моедани-1» (ныне «Садгурис моедани-1»), «Марджанишвили», «Руставели».
- 24 апреля — открыты 5 новых станций Линии E метрополитена Буэнос-Айреса: «Боливар», «Бельграно», «Индепенденсия», «Сан-Хосе», «Авенида Ла-Плата».
- 1 июня — открыта временная станция Кировско-Выборгской линии Ленинградского метрополитена «Дачное».
- 4 октября — открыт Монреальский метрополитен.
- 16 октября — открыта первая очередь Метрополитена Осло.
- 31 декабря — открылись станции «Таганская», «Пролетарская», «Волгоградский проспект», «Текстильщики», «Кузьминки», «Рязанский проспект» и «Ждановская» (ныне «Выхино») Московского метрополитена.